# Арзуманов, Бахтияр
Бахтия́р Арзима́нов (лезг. Арзуманрин Бахтияр; род. 1984, Кусары, Кусарский район, Азербайджанская ССР, СССР) — Азербайджанский боец смешанных боевых искусств/Чемпион Азербайджана по панкратиону. Чемпион мира по панкратиону. Победитель международного турнира по универсальному бою. В настоящее время участвует в боях MMA, ACB, M1. На данный момент спортсмен выступает за клуб Baku Fighting.

## Биография
Родился в городе Кусары в 1984 году. По национальности лезгин. В 1998 году начал заниматься самбо и рукопашным боем. В 17 лет выполнил норматив Мастер спорта по самбо. Окончил 11 классов школы Кусарской средней школы.